# Exequias de la lengua castellana
Exequias de la lengua castellana es una obra satírica y crítica, en prosa y verso del escritor español del siglo XVIII Juan Pablo Forner y Segarra.
Conocida a través de varios manuscritos y subtitulada Sátira menipea o varroniana, la obra no llegó a editarse en vida del autor y permaneció inédita durante varias décadas hasta que Leopoldo Augusto de Cueto, la incluyó en el tomo LXIII de la Biblioteca de Autores Españoles en 1871.
Puesta a nombre del Licenciado D. Pablo Ignocausto (pseudónimo de Forner), se trata de una ficción alegórica, que tomando como modelo lejano los Sueños de Luciano de Samosata (representado con una larga tradición en la literatura occidental con ejemplos españoles como  el Viaje del Parnaso de Cervantes o La República literaria, de Saavedra Fajardo), describe el onírico viaje de Aminta (alter ego de Forner)  y Arcadio (sobrenombre de su amigo Iglesias de la Casa) al Parnaso, en donde el narrador va describiendo personajes diversos, entre ellos célebres escritores, aporta juicios sobre los clásicos, ironiza contra algunos autores contemporáneos del autor, y ataca la corrupción del idioma en su época, a manos de galicistas y bárbaros latinistas. También estudia la evolución de la literatura española y emite sarcásticas críticas contra instituciones y grupos sociales.
Considerada la obra más destacada de Forner, y que más muestra su erudición como hombre de letras, las Exequias, aparte de su tono crítico con enciclopedistas y autores coetáneos, muestran asimismo, agudas definiciones y un dominio brillante de la prosa, inspirado en autores como Francisco de Quevedo o Miguel de Cervantes.

## Ediciones
- Exequias de la lengua castellana, edición y notas de Pedro Sáinz y Rodríguez. Madrid : La Lectura, 1925, Clásicos castellanos, número 66.
- Exequias de la lengua castellana, Madrid : J. Pérez del Hoyo, 1972.
- Exequias de la lengua castellana, sátira menipea, por el licdo. Don Pablo Hiponocausto, edición crítica de José Jurado. Madrid: Consejo Superior de Investigaciones Científicas, 2000. Biblioteca de filología hispánica, número 23.
- Exequias de la lengua castellana, edición de Marta Cristina Carbonell, Madrid: Cátedra, 2003. Letras Hispánicas, número 542. ISBN 84-376-2055-4.